# World Seido Karate Organization
Die World Seido Karate Organization (Sekai Seido Karatedō Renmei) wurde von Karate-Großmeister Tadashi Nakamura im Jahre 1976 in New York gegründet. In Deutschland ist dieser Weltverband mit nur drei Dōjōs in Hessen und einem Dojo in Sachsen kaum vertreten.

## Geschichte des Seido Karate
Nakamura (9. Dan) war bis zu seinem Austritt 1976 der beste Schüler von Ōyama Masutatsu, dem Begründer des Kyokushinkai-Karate, und sollte dessen Nachfolger werden. Nach seiner Trennung von Oyama wurde er zur Persona non grata ernannt und sogar aus den Veröffentlichungen Oyamas (Er schrieb einige Karate-Bücher, in denen Nakamura als Schüler abgebildet war) entfernt.
Nakamura nennt seinen Stil auch Ningen Karate, was so viel wie menschliches Karate bedeutet. Die philosophischen Grundpfeiler, auf denen er seinen Stil gründet, sind love, respect and obedience. Auch im Seido Karate bekommen auch gehandicapte Schüler die Chance, Karate zu lernen (zum Beispiel Blinde oder körperlich und geistig behinderte Menschen) und den Weg des Karate erfolgreich zu gehen.

## Grundlagen
Das Prüfungsprogramm im Seido Karate beinhaltet bei der Grundschule (Kihon Waza) Techniken, die in dieser Form auch beim Kyokushinkai vorkommen, jedoch wurde das Kyokushinkai-Programm um 5 Seido-Katas, Selbstverteidigungskombinationen und Grundschultechniken erweitert. Bei den Dan-Graden kommt der Umgang mit Bō, Jō und Sai hinzu.